# 沙格列汀
沙格列汀（英語：Saxagliptin），商品名为安立泽，是一种二肽基肽酶-4抑制剂类口服抗糖尿病药。沙格列汀早期由百时美施贵宝单独研发，2007年，阿斯利康制药也加入了研发并共同负责销售。
2014年2月，基于一篇在新英格兰医学杂志发表的文章，美国食品药品监督管理局（FDA）宣布他们正在调查沙格列汀可能会导致的心脏病发病风险。 文章总结指出，DPP-4抑制剂不会增加或减少缺血的发生几率，虽然因心力衰竭而入院治疗的几率有所增加。即使沙格列汀可以控制血糖，但是需要为伴有心血管疾病的糖尿病人增加其他治疗手段，防止心血管疾病发病风险的提高。
百时美施贵宝否认沙格列汀会导致心血管疾病风险增加，并且称沙格列汀非常安全。

## 引用
1. ↑  Augeri D;  et al. . Journal of Medicinal Chemistry. 2005, 48 (15): 5025–5037. PMID 16033281. doi:10.1021/jm050261p.
2. ↑  . Bloomberg. 2008-06-07.
3. ↑  .   [2015-08-30]. （原始内容存档于2015-09-15）.
4. ↑  Scirica, BM; Bhatt, DL; Braunwald, E; Steg, PG; Davidson, J; Hirshberg, B; Ohman, P; Frederich, R; Wiviott, SD; Hoffman, EB; Cavender, MA; Udell, JA; Desai, NR; Mosenzon, O; McGuire, DK; Ray, KK; Leiter, LA; Raz, I; the SAVOR-TIMI 53 Steering Committee and, Investigators. . The New England Journal of Medicine. Oct 3, 2013, 369 (14): 1317–1326. PMID 23992601. doi:10.1056/nejmoa1307684.